# Bivinculata
Bivinculata é um gênero de mariposa pertencente à família Bombycidae.